# Championnat d'Estonie de football 2002
Navigation
Saison précédente Saison suivante
La saison 2002 du Championnat d'Estonie de football était la 12e édition de la première division estonienne à poule unique, la Meistriliiga. Les huit clubs jouent les uns contre les autres au sein d'une poule unique où chaque adversaire rencontre les autres équipes deux fois à domicile et deux fois à l'extérieur.
C'est le FC Flora Tallinn, champion en titre, qui termine en tête du championnat. C'est le 6e titre de champion d'Estonie de son histoire.

## Les 8 clubs participants
| - FC Flora Tallinn - FC TVMK Tallinn - JK Vaprus Pärnu - Promu de D2 - FC Lootus Kohtla-Järve | - FC Narva Trans - JK Tulevik Viljandi - FC Levadia Tallinn - FC Maardu |

## Compétition

### Classement
Le barème servant à établir le classement se décompose ainsi :
- Victoire : 3 points
- Match nul : 1 point
- Défaite : 0 point

| Rang | Équipe              | Pts | J  | G  | N | P  | Bp | Bc | Diff |
| ---- | ------------------- | --- | -- | -- | - | -- | -- | -- | ---- |
| 1    | FC Flora Tallinn T  | 64  | 28 | 20 | 4 | 4  | 79 | 25 | +54  |
| 2    | FC Levadia Tallinn  | 62  | 28 | 28 | 8 | 2  | 70 | 25 | +45  |
| 3    | FC TVMK Tallinn C   | 53  | 28 | 16 | 5 | 7  | 90 | 35 | +55  |
| 4    | Narva Trans         | 47  | 28 | 14 | 5 | 9  | 54 | 49 | +5   |
| 5    | JK Tulevik Viljandi | 36  | 28 | 10 | 6 | 12 | 51 | 52 | -1   |
| 6    | FC Maardu           | 23  | 28 | 6  | 5 | 17 | 32 | 70 | -38  |
| 7    | Lootus Kohtla-Järve | 21  | 28 | 5  | 6 | 17 | 24 | 67 | -43  |
| 8    | JK Vaprus Pärnu P   | 8   | 28 | 1  | 5 | 22 | 19 | 96 | -77  |

|  | Qualifié pour la Ligue des champions 2003-2004   |
|  | Qualifié pour la Coupe UEFA 2003-2004            |
|  | Qualifié pour la Coupe Intertoto 2003            |
|  | Participation au barrage de promotion-relégation |
|  | Relégation en 2e division                        |

### Matchs

#### Barrage de promotion-relégation
Afin de déterminer le 8e club participant à la Meistriliiga la saison prochaine, le 7e de D1 affronte le 2e de D2 dans un barrage avec matchs aller et retour.

C'est le FC Lootus Kohtla-Järve qui va une nouvelle fois jouer sa place parmi l'élite face au FC Kuressaare, pensionnaire de deuxième division.
| Équipe 1           | Résultat | Équipe 2                    | Aller | Retour |
| ------------------ | -------- | --------------------------- | ----- | ------ |
| FC Kuressaare (D2) | 1 - 0    | FC Lootus Kohtla-Järve (D1) | 0 - 0 | 1 - 0  |

- Le FC Kuressaare accède à la première division.

## Bilan de la saison
| Tableau d'Honneur                 |                  |
| Compétition                       | Vainqueur        |
| Championnat d'Estonie de football | FC Flora Tallinn |
| Coupe d'Estonie de football       | FC TVMK Tallinn  |

| Qualifications européennes              |                                    |
| Ligue des champions de l'UEFA 2003-2004 | Qualifié                           |
| Tour préliminaire                       | FC Flora Tallinn                   |
| Coupe UEFA 2003-2004                    | Qualifiés                          |
| Tour préliminaire                       | FC TVMK Tallinn FC Levadia Tallinn |
| Coupe Intertoto 2003                    | Qualifié                           |
| Premier tour                            | Narva Trans                        |

| Promotion et relégation |                                        |
| Relégué en Esiliiga     | JK Vaprus Pärnu FC Lootus Kohtla-Järve |
| Promu en Meistriliiga   | FC Kuressaare FC Valga                 |